# ヘンリー・デービス (野球)
ヘンリー・デービス（Henry Davis、1999年9月21日 - ）は、アメリカ合衆国ニューヨーク州ウェストチェスター郡ベッドフォード出身のプロ野球選手（捕手、右翼手）。右投右打。MLBのピッツバーグ・パイレーツ所属。

## 経歴

### プロ入り前
高校最終年の2018年に打率.441、7本塁打、32打点の成績を記録し、ニューヨーク州の最優秀選手賞を受賞。同年のMLBドラフトで指名がなかったため、ルイビル大学へ進学した。
大学1年目の2019年は45試合に出場して打率.280、3本塁打、23打点の成績を記録した。
2年目の2020年は14試合に出場して打率.372、3本塁打、13打点の成績を記録していたが、新型コロナウイルスの感染拡大の影響でシーズンが打ち切られた。

### プロ入りとパイレーツ時代
2021年のMLBドラフト1巡目（全体1位）でピッツバーグ・パイレーツから指名され、プロ入り。契約金は650万ドル。
2022年はルーキー級からAA級のマイナー4球団合計で59試合に出場し、打率.264、10本塁打、42打点を記録した。
2023年はパイレーツのスプリングトレーニングに招待選手として参加した。開幕はAA級アルトゥーナ・カーブで迎え、6月6日にAAA級インディアナポリス・インディアンスに昇格。6月18日にメジャー契約を結んでアクティブ・ロースター入り。
6月19日のシカゴ・カブス戦で7番右翼手で先発出場してメジャーデビューを果たし、メジャー初安打も記録した。6月22日のマイアミ・マーリンズ戦でメジャー初本塁打を記録した。

## 詳細情報

### 年度別打撃成績
| 年 度 | 球 団 | 試 合 | 打 席 | 打 数 | 得 点 | 安 打 | 二 塁 打 | 三 塁 打 | 本 塁 打 | 塁 打 | 打 点 | 盗 塁 | 盗 塁 死 | 犠 打 | 犠 飛 | 四 球 | 敬 遠 | 死 球 | 三 振 | 併 殺 打 | 打 率 | 出 塁 率 | 長 打 率 | O P S |
| ----- | ----- | ----- | ----- | ----- | ----- | ----- | -------- | -------- | -------- | ----- | ----- | ----- | -------- | ----- | ----- | ----- | ----- | ----- | ----- | -------- | ----- | -------- | -------- | ----- |
| 2023  | PIT   | 62    | 255   | 225   | 27    | 48    | 10       | 0        | 7        | 79    | 24    | 3     | 5        | 0     | 1     | 25    | 2     | 4     | 69    | 3        | .213  | .302     | .351     | .653  |
| MLB   | MLB   | 62    | 255   | 225   | 27    | 48    | 10       | 0        | 7        | 79    | 24    | 3     | 5        | 0     | 1     | 25    | 2     | 4     | 69    | 3        | .213  | .302     | .351     | .653  |

- 2023年度シーズン終了時

### 年度別守備成績
捕手守備
| 年 度 | 球 団 | 捕手（C） | 捕手（C） | 捕手（C） | 捕手（C） | 捕手（C） | 捕手（C） | 捕手（C） | 捕手（C） | 捕手（C） | 捕手（C） | 捕手（C） |
| 年 度 | 球 団 | 試 合     | 刺 殺     | 補 殺     | 失 策     | 併 殺     | 守 備 率  | 捕 逸     | 企 図 数  | 許 盗 塁  | 盗 塁 刺  | 阻 止 率  |
| ----- | ----- | --------- | --------- | --------- | --------- | --------- | --------- | --------- | --------- | --------- | --------- | --------- |
| 2023  | PIT   | 2         | 3         | 0         | 0         | 0         | 1.000     | 0         | 0         | 0         | 0         | ----      |
| MLB   | MLB   | 2         | 3         | 0         | 0         | 0         | 1.000     | 0         | 0         | 0         | 0         | ----      |

右翼守備
| 年 度 | 球 団 | 右翼（RF） | 右翼（RF） | 右翼（RF） | 右翼（RF） | 右翼（RF） | 右翼（RF） |
| 年 度 | 球 団 | 試 合      | 刺 殺      | 補 殺      | 失 策      | 併 殺      | 守 備 率   |
| ----- | ----- | ---------- | ---------- | ---------- | ---------- | ---------- | ---------- |
| 2023  | PIT   | 49         | 56         | 3          | 4          | 1          | .937       |
| MLB   | MLB   | 49         | 56         | 3          | 4          | 1          | .937       |

- 2023年度シーズン終了時

### 背番号
- 32（2023年 - ）